# Papi Juancho
Albums de Maluma
11:11 (en)
(2019)
Singles
1. ADMV
Sortie : 23 avril 2020
2. Hawái
Sortie : 29 juillet 2020
3. Parce
Sortie : 21 août 2020
4. Madrid
Sortie : 22 octobre 2020

Papi Juancho est le cinquième album studio du  chanteur colombien Maluma, sorti le 21 août 2020 sous le label Sony Music Latin.

## Liste des pistes
| 1.    | Medallo City                                      | - Juan Luis Londoño - Bryan Chaverra - Kevin Londoño - Teo Grajales | - Rude Boyz - Grajales                            | 3:53 |
| 2.    | Bella-K (avec Zion featuring Randy)               | - J. Londoño - Felix "Zion" Torres - Chaverra - K. Londoño - Andrés Uribe Marín - Randy Ortiz Acevedo                                                                           | Rude Boyz                                         | 3:43 |
| 3.    | Hawái                                             | - J. Londoño - Edgar Barerra - Johan Espinosa - Juan Camilo Vargas - Miky la Sensa - Chaverra - K. Londoño - Johan Esteban Espinosa Cuervo - Marín - Kevin Mauricio Cruz Moreno | - Rude Boyz - Jowan - Ily Wonder - Keityn         | 3:19 |
| 4.    | Cielo a un Diablo                                 | - J. Londoño - Vargas - Chaverra - K. Londoño - Moreno | - Rude Boyz - Keityn                              | 3:25 |
| 5.    | Perdón (featuring Yandel)                         | - J. Londoño - Vargas - Chaverra - K. Londoño - Moreno - Llandel Veguilla Malave                                                                                                | Rude Boyz                                         | 3:00 |
| 6.    | La Cura                                           | - J. Londoño - Chaverra - K. Londoño - Alejandro Suarez | - Rude Boyz - Sky                                 | 2:56 |
| 7.    | Luz Verde                                         | - J. Londoño - Giencarlos Rivera - Jonathan Rivera | Madmusick                                         | 3:03 |
| 8.    | Cuidau (featuring Yomo)                           | - J. Londoño - Victor Mercado Cruz - La Sensa - Chaverra - K. Londoño - Jose Alberto Torres Abreu                                                                               | Rude Boyz                                         | 3:33 |
| 9.    | Parce (featuring Lenny Tavárez and Justin Quiles) | - J. Londoño - Cristian Salazar - Chaverra - K. Londoño - Marin - Julio Tavarez - Justin Rivera                                                                                 | - Rude Boyz - Ily Wonder                          | 4:08 |
| 10.   | Viento (Interlude)                                | - J. Londoño - Chaverra - K. Londoño | Rude Boyz                                         | 2:42 |
| 11.   | Madrid (avec Myke Towers)                         | - J. Londoño - Michael "Myke Towers" Torres - Barerra - Chaverra - K. Londoño                                                                                                   | Rude Boyz                                         | 3:18 |
| 12.   | Salida de Escape                                  | - J. Londoño - Salomon Hoyos - Johaney Correa | Nyal                                              | 3:04 |
| 13.   | Ansiedad                                          | - J. Londoño - Chaverra - K. Londoño | Rude Boyz                                         | 3:40 |
| 14.   | Mai Mai (featuring Ñengo Flow and Jory Boy)       | - J. Londoño - la Sensa - Chaverra - K. Londoño - Edwin Vasquez - Fernando Fierra                                                                                               | Rude Boyz                                         | 3:57 |
| 15.   | Vete Vete (featuring Ñejo & Dalmata)              | - J. Londoño - Chaverra - K. Londoño - Carlos Crespo Planas - Fernando Mangual                                                                                                  | Rude Boyz                                         | 4:03 |
| 16.   | Me Acuerdo de Ti (featuring Darell)               | - J. Londoño - Barerra - Luis Orlando Suares Torres - Osval Elias Castro Hernandez                                                                                              | - Rude Boyz - Yanyo the Secret Panda - Lil Geniuz | 3:43 |
| 17.   | Boy Toy                                           | - J. Londoño - Mateo Cano - Vicente Barco | Tezzel                                            | 3:15 |
| 18.   | Booty                                             | - J. Londoño - Chaverra - K. Londoño | Rude Boyz                                         | 2:37 |
| 19.   | Quality                                           | - J. Londoño - Jonatan Cortes - Barerra - Yhoan Jimenez | Edge                                              | 2:41 |
| 20.   | Copas de Vino                                     | - J. Londoño - Chaverra - K. Londoño | Rude Boyz                                         | 3:12 |
| 21.   | ADMV                                              | - J. Londoño - Stiven Rojas - Barco - Barerra | Edge                                              | 3:13 |
| 22.   | ADMV (Versión Urbana)                             | - J. Londoño - Rojas - Barco - Barerra | - Edge - Nyal                                     | 3:05 |
| 73:30 |                                                   | |                                                   |      |

## Classements et certifications

### Classements hebdomadaires
| Classement (2020)                | Meilleure position |
| -------------------------------- | ------------------ |
| Belgique (Wallonie Ultratop)     | 152                |
| Espagne (Promusicae)             | 2                  |
| États-Unis (Billboard 200)       | 38                 |
| États-Unis (Top Latin Albums)    | 2                  |
| États-Unis (Latin Rhythm Albums) | 2                  |
| France (SNEP)                    | 132                |
| Italie (FIMI)                    | 48                 |
| Suisse (Schweizer Hitparade)     | 22                 |
| Suisse (Charts Romandie)         | 14                 |

### Certifications
| Pays                                                                    | Certification | Ventes  |
| ----------------------------------------------------------------------- | ------------- | ------- |
| Mexique (AMPROFON)                                                      | Platine       | 60 000^ |
| ^Mise en rayon selon la certification xNon précisé par la certification |               |         |